# Regina Doherty

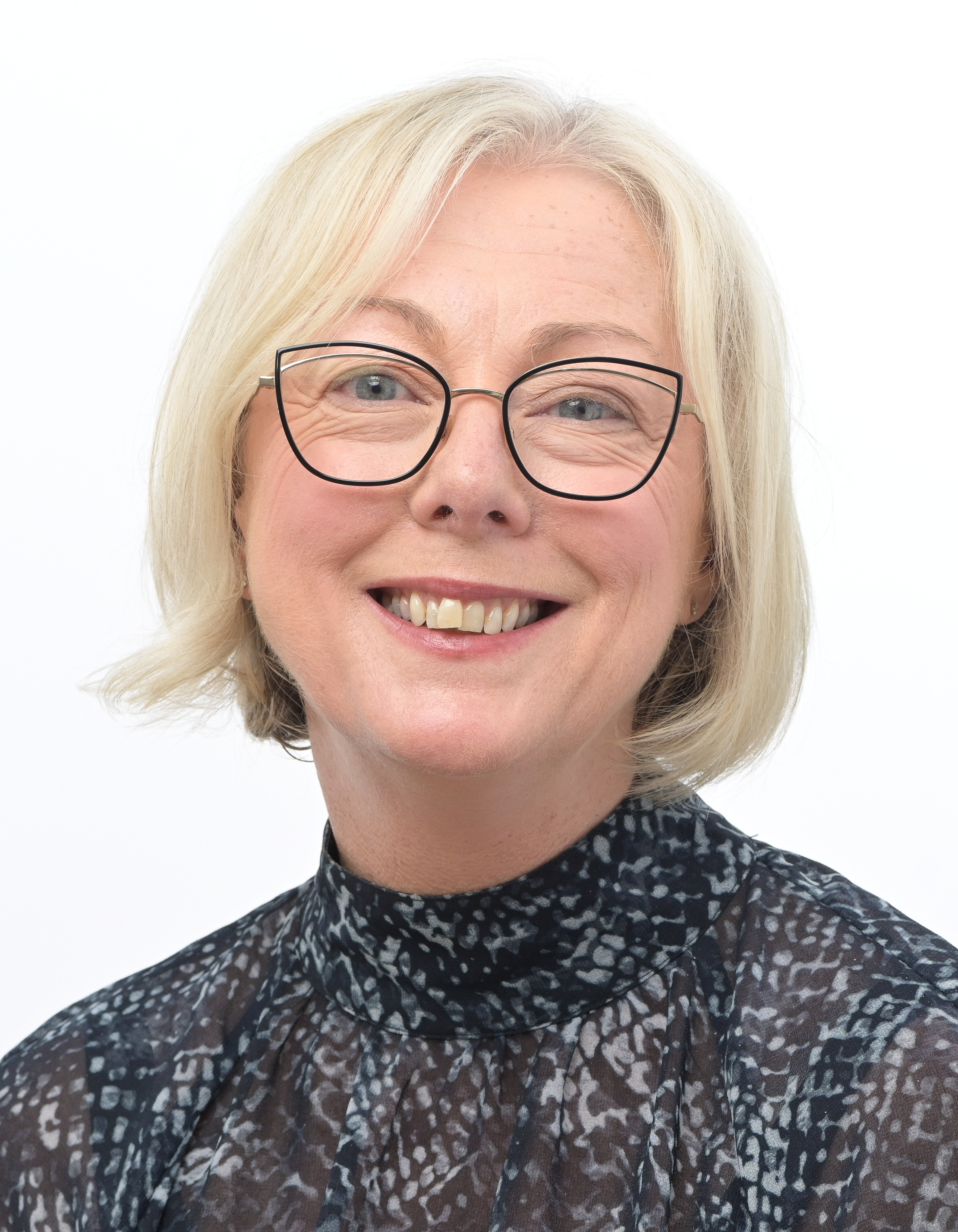
Regina Doherty (2024)

Regina Doherty (irisch Ríona Uí Dhochartaigh; * 26. Januar 1971 als Regina Dalton in Finglas, Dublin) ist eine irische Politikerin der Fine Gael (GP). Von 2016 bis 2017 versah sieh das Amt der Chief Whip (Staatsministerin beim Taoiseach) in der Regierung Kenny II. In der folgenden Regierung Varadkar I war sie von 2017 bis 2020 Staatsministerin für Beschäftigung und Soziale Sicherung. 2020 wechselte sie in den Seanad Éireann. Seit 2024 ist sie Mitglied des Europäischen Parlaments. 

## Leben
Doherty studierte Rechtswissenschaften an der Dublin City University.
Von 2009 bis 2011 war sie gewähltes Mitglied des Meath County Council. Sie wurde für die Fine Gael im Wahlkreis Meath East erstmals 2011 zum Mitglied (Teachta Dála) des Dáil Éireann, des Unterhauses des Parlaments (Oireachtas), gewählt. 2016 wurde sie in der Minderheitsregierung Kenny II zur Staatsministerin beim Taoiseach und zur Chief Whip. Mit der Amtsübernahme von Leo Varadkar als Taoiseach wurde sie zur Arbeits- und Sozialministerin. 2019 organisierte sie die Europawahlen für die Fine Gael. Ihren Sitz im Dáil Éireann verlor sie bei den Wahlen im Februar 2020. Im Juni 2020 räumte sie ihren Platz als Staatsministerin. Mit der Neubildung der Regierung wurde sie zum 29. Juni 2020 vom Taoiseach zum Mitglied im Senat ernannt. Dort wurde sie Leader of the Seanad. Diese Aufgabe gab sie mit dem politischen Wechsel im Dezember 2022 an Lisa Chambers ab und wurde deren Vertreterin.
Nach ihrer Wahl ins Europäische Parlament bei der Europawahl 2024 und Beitritt zur Fraktion EVP ist sie in der 10. Legislaturperiode (2024–2029) Mitglied im Ausschuss für Binnenmarkt und Verbraucherschutz sowie stellvertretendes Mitglied im Ausschuss für Wirtschaft und Währung und im Ausschuss für Beschäftigung und soziale Angelegenheiten. Sie ist zudem Mitglied der Delegation für die Beziehungen zu den Ländern Südasiens und stellvertretendes Mitglied der Delegation für die Beziehungen zu den Ländern Südostasiens und dem Verband südostasiatischer Nationen (ASEAN). Ihre Mitgliedschaft im Unterausschuss für Steuerfragen gab sie bereits nach drei Tagen wieder auf.
Regina Doherty ist seit 1997 mit Declan Doherty verheiratet. Aus dieser Ehe gingen vier Kinder hervor.